# قائمة جسور المملكة المتحدة

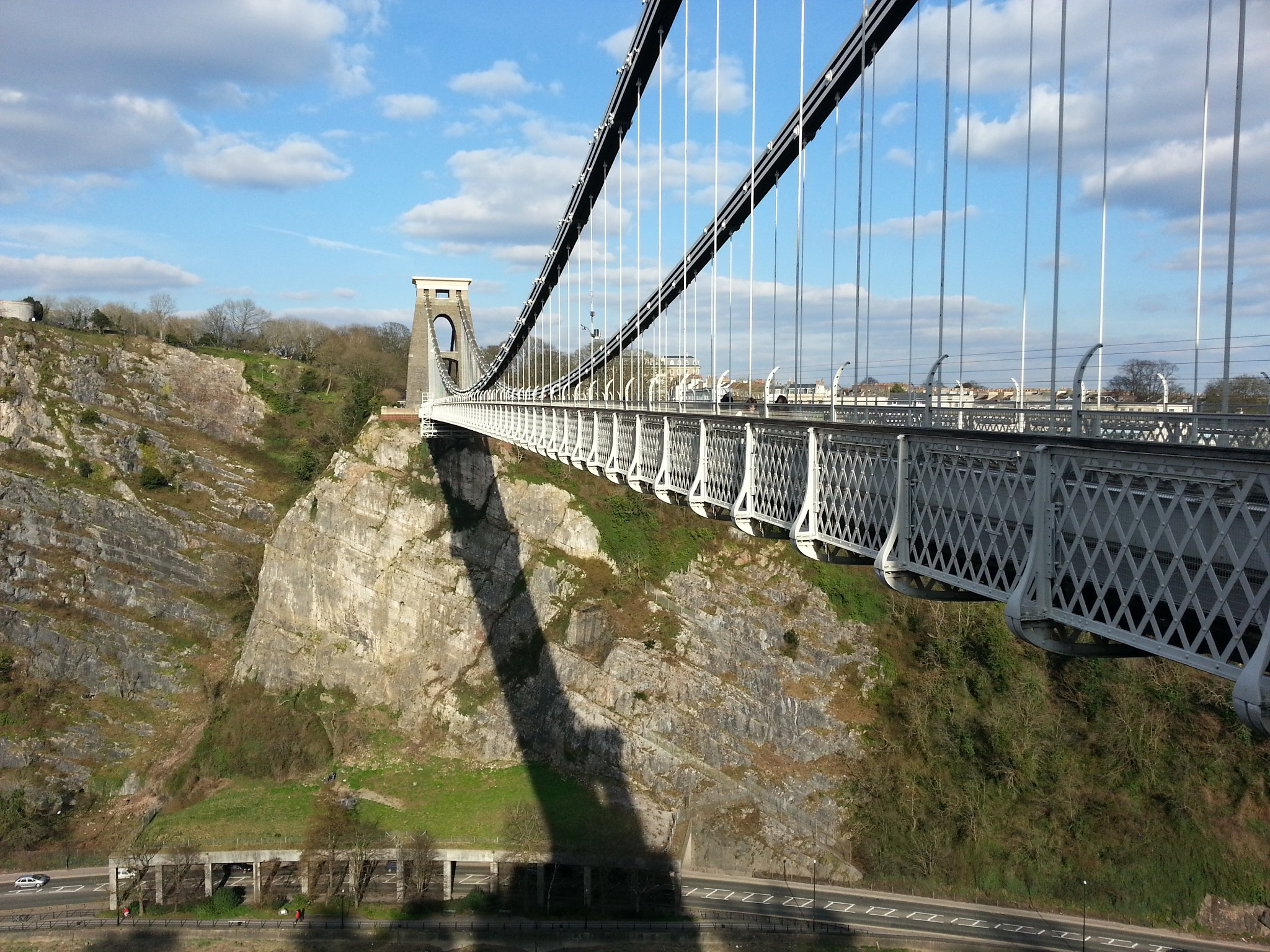
جسر كليفتون المعلق

الجسر أو القنطرة (ج القناطر) هو مُنشأ يُستخدم للعبور من مكان إلى آخر بينهما عائق.

## قائمة الجسور المملكة المتحدة
تحتوي هذه القائمة على أسماء الجسور في المملكة المتحدة.
- قناة بارتون الدوارة
- جسر البرج (لندن)
- جسر الهمبر
- جسر باتيلي
- جسر تاي
- جسر تشيلسي
- جسر كليفتون المعلق
- جسر لندن
- جسر ووترلو
- جسر ألبرت (لندن)
- جسر أيرون
- جسر غيتسهيد ميلينيوم
- جسر ذو ألواح حجرية
- جسر فورث رود
- معبر كوينزفيري
- جسر فورث